# Zahnärztlicher Notdienst
Der zahnärztliche Notdienst ist eine Vertretung der Zahnärzte außerhalb der üblichen Sprechzeiten. Er richtet sich speziell an Notfälle mit Bezug zur Zahn-, Mund- und Kieferheilkunde. Demgemäß existiert er meist separat vom ärztlichen Notdienst. Wie dieser steht er für jegliche Not- und Schmerzfälle zur Verfügung, die einerseits nicht lebensbedrohlich sind, andererseits nicht bis zum nächsten Werktag aufgeschoben werden können. In lebensbedrohlichen und dringlichen Situationen ist der Notruf des Rettungsdienstes zu kontaktieren. Hausbesuche durch einen Notzahnarzt sind eher unüblich.

## Therapeutische Maßnahmen im zahnärztlichen Notdienst
Zunächst muss unterschieden werden zwischen zahnärztlichem Bereitschaftsdienst und zahnärztlichem Notdienst. Daraus folgt die Unterscheidung zwischen absoluten und relativen Indikationen für ein zahnärztliches Tätigwerden. Gemäß Notdienstordnung der jeweiligen Kassenzahnärztlichen Vereinigung soll sich die Behandlung im zahnärztlichen Notdienst nur auf die unbedingt notwendigen zahnärztlichen Hilfeleistungen beschränken. Nach Inanspruchnahme des zahnärztlichen Notdienstes soll der Patient zu seinem Hauszahnarzt überwiesen werden.

### Absolute Indikation
Zu den absoluten Indikationen, die als Notfälle im engeren Sinne zu betrachten sind und eine unmittelbare zahnärztliche Behandlung erforderlich machen, zählen
- alle Unfallverletzungen im Zahn-, Mund- und Kieferbereich, z. B.
  - Zahnfraktur
  - Kieferfraktur
  - Zungen- und Lippenverletzungen
- Nachblutungen nach zahnärztlich-chirurgischen Eingriffen, z. B. nach
  - Zahnextraktion (Zahnentfernung)
  - Weisheitszahnoperation
  - Wurzelspitzenresektion
  - Implantatbehandlungen
- die vom Zahnsystem ausgehenden fieberhaften odontogenen Infektionen, z. B.
  - Kieferabszess, Parulis (dicke Wange)
  - eitrige Gingivitis (Zahnfleischentzündung)

Die Notversorgung muss auf alle Fälle weitergehende Komplikationen abwenden und eine adäquate Weiterbehandlung am Folgetag ermöglichen. Die Einschränkung der Behandlung im Sinne einer Notversorgung ist oftmals dadurch gerechtfertigt, dass eine – insbesondere nächtliche – Intervention für den Zahnarzt eine Ausnahmesituation darstellt, in der er ggf. ohne qualifizierte Assistenz auskommen muss.

### Relative Indikation
Relative Indikationen können alle vom Zahnsystem ausgehenden Erkrankungen mit dem Symptom
- Zahnschmerzen sein, z. B.
  - Pulpitis (Zahnnerventzündung)
  - Parodontitis (Zahnfleischentzündung)
  - Dentitio difficilis (Schmerzen beim Zahndurchbruch)
  - Alveolitis sicca (Schmerzen nach Zahnentfernung)

### Allgemeine zahnmedizinische Probleme
Nicht alle Arten von Beschwerden, die ein Patient empfindet, sind ein zahnärztlicher Notfall. Beispielsweise ist eine gebrochene Prothese zweifellos für den Patienten höchst unangenehm, weil er möglicherweise vorübergehend zahnlos ist, sie stellt aber keinen medizinischen Notfall im engeren Sinne dar. Auch eine verlorene Zahnfüllung, die keine größeren Beschwerden macht, ist kein Notfall, auch wenn sie im Frontzahnbereich störend wirken kann. Gleiches gilt für eine gelöste oder defekte Zahnkrone.

## Öffentlich-rechtlich organisiert
Die Kassenzahnärztlichen Vereinigungen sind auf Grund ihres Sicherstellungsauftrags zur Organisation eines zahnärztlichen Notdienstes verpflichtet (§ 75 Abs. 1 SGB V). Alle niedergelassenen Zahnärzte müssen grundsätzlich aufgrund der für sie geltenden Berufsordnungen gemäß der jeweils geltenden Heilberufekammergesetze an diesem zahnärztlichen Notdienst teilnehmen. Die Berufsordnungen werden durch die Zahnärztekammern als Körperschaften des öffentlichen Rechts erlassen. Näheres zum Notdienst regeln die Notdienstordnungen der Kassenzahnärztlichen Vereinigungen. In einigen Bundesländern wird der zahnärztliche Notdienst von beiden Körperschaften zusammen organisiert.
Eine bundeseinheitliche Notfallnummer für zahnärztliche Notfälle besteht derzeit (August 2012) nicht, ist aber in Vorbereitung. Auch innerhalb eines Bundeslandes existiert häufig keine einheitliche Telefonnummer. Der zahnärztliche Notdienst der Zahnärztekammern und Kassenzahnärztlichen Vereinigungen wird üblicherweise über einzelne lokale Festnetznummern dieser Körperschaften erreicht. Meist schalten diese einen Anrufbeantworter, über welchen die diensthabenden Zahnärzte einer Stadt oder Region angesagt werden. Der Patient nimmt dann selbstständig Kontakt zu einem der Zahnärzte auf. Die lokalen Notdienstnummern werden üblicherweise in Tageszeitungen, Telefonbüchern, über Telefonauskünfte und die Internetseiten der zuständigen Zahnärztekammer oder Kassenzahnärztlichen Vereinigung veröffentlicht. Teilweise werden die Nummern auch über unabhängige Notdienst-Internetseiten bekanntgegeben.
In Thüringen wird der zahnärztliche Notdienst seit Juli 2018 über die bundesweite Rufnummer 116117 für den ärztlichen Bereitschaftsdienst vermittelt. Die KVT-Notdienst Service gGmbH vermittelt im Auftrag der Kassenzahnärztlichen Vereinigung Thüringen Anrufer an den diensthabenden Zahnarzt.
Es steht nicht zu jeder Zeit ein flächendeckender Notdienst zur Verfügung. Insbesondere nachts erhalten hilfesuchende Patienten bei den Notfallnummern die Ansage, dass in ihrem Gebiet derzeit kein Notdienst zur Verfügung stehe. Die Bereitschaftsdienste angrenzender Bezirke werden vom Ansagedienst nicht mitgeteilt.
Als erste KZV in Deutschland hat 2011 die Kassenzahnärztliche Vereinigung Bayerns ein bayernweites Notdienstportal eingerichtet, das flächendeckend den zahnärztlichen Notdienst sowohl im Internet als auch über die Mobiltelefonie bereitstellt. Seit Mitte 2012 hält auch die Kassenzahnärztliche Vereinigung Baden-Württemberg ein Notdienstportal für ihre vier Bezirke vor. Die Kassenzahnärztliche Vereinigung Hessen hat 2016 auf ihrer Website die Notdienstkarte mit neuen Funktionen ausgestattet.
Der zahnärztliche Notdienst steht allen Patienten unabhängig vom Versicherungsgrad zur Verfügung.

## Privatrechtlich organisiert
Neben dem öffentlich-rechtlich organisierten zahnärztlichen Notdienst bestehen häufig noch privatrechtlich organisierte Notdienste. Teils stehen diese als privatzahnärztliche Notdienste nur privatversicherten Patienten und Selbstzahlern zur Verfügung, teils als allgemeine Notdienste auch gesetzlich und nichtversicherten Patienten. In letzterem Fall sind sie hinsichtlich des Angebots vergleichbar mit den öffentlich-rechtlichen Notdiensten. Gesetzlich versicherte Patienten können privat organisierte Notdienste in gleichem Maß in Anspruch nehmen wie öffentlich-rechtliche Notdienste. Die Kosten dafür werden von den Krankenkassen in gleichem Umfang übernommen.

## Honorierung des Notdienstes

### Kassenpatienten
Der Leistungsinhalt der Bema Nr. 03, der Abrechnungsbestimmung für den Notdienstzuschlag, lautet: „Zuschlag für Leistungen außerhalb der Sprechstunde“. Die Bema-Nr. 03 kann grundsätzlich für eine Notfallbehandlung angesetzt werden, die in der offiziell von der Kassenzahnärztlichen Vereinigung eingeteilten Notdienstsprechstunde stattfindet, sowie in dringenden Behandlungsnotfällen außerhalb der Sprechstunde, für die extra der Praxisbetrieb aufgenommen wird. Der Zuschlag beträgt mit geringen Abweichungen je nach Bundesland ca. 13,70 €.
Zusätzlich werden die erbrachten Notdienstleistungen nach der Kassengebührenordnung (BEMA) honoriert.

### Privatpatienten
In der Privatgebührenordnung GOÄ beträgt der Zuschlag je nach Uhrzeit:
- A Zuschlag für außerhalb der Sprechstunde erbrachte Leistungen 4,08 €
- B Zuschlag für in der Zeit zwischen 20 und 22 Uhr oder 6 und 8 Uhr außerhalb der Sprechstunde erbrachte Leistungen 10,49 €
- C Zuschlag für in der Zeit zwischen 22 und 6 Uhr erbrachte Leistungen 18,65 €
- D Zuschlag für an Samstagen, Sonn- oder Feiertagen erbrachte Leistungen 12,82 €[10]

Zusätzlich werden die erbrachten Notdienstleistungen nach der privaten Gebührenordnung für Zahnärzte (GOZ) honoriert.

### Kritik
Die Zuschlagspositionen decken – insbesondere bei der Behandlung eines einzelnen Notdienstpatienten – bei Weitem nicht die zusätzlichen Kosten der Behandlung im Notdienst ab. Hierzu gehören u. a.:
- die kalkulatorischen Kosten der An- und Abfahrtszeit zur Praxis
- Fahrtkosten für Hin- und Rückfahrt
- Personalkosten der Assistenz (Zahnmedizinischer Fachangestellter)

## Probleme und Gefahren im nächtlichen Notdienst
Das Vorhalten des Notdienstes bei Nacht oder die Öffnung einer Praxis bei Nacht für einen Notfall ist mit nicht unerheblichen Gefahren und Schwierigkeiten verbunden. Dazu gehört die An- und Abfahrt insbesondere durch zahnärztliches Personal, meist junge Frauen, da nachts keine öffentlichen Verkehrsmittel zur Verfügung stehen. Zahnärzte, vor allem Zahnärztinnen, in Praxisräumen, die sich in einsamen, abgelegenen Lagen, in Gewerbeobjekten oder auf dem Land befinden, sind überfallgefährdet. Aggressives Verhalten, z. B. durch alkoholisierte Patienten, ist nicht auszuschließen.
Der nächtliche zahnärztliche Notdienst wird nur in seltenen Fällen aufgesucht, so dass das regelmäßige, flächendeckende Vorhalten einer nächtlichen Notfallbereitschaft unwirtschaftlich ist. Die Tendenz geht deshalb dahin, den nächtlichen zahnärztlichen Notdienst in Zahnkliniken zu zentralisieren.